# Óblast de Kaliningrado

Óblast de Kaliningrado (verde oscuro) con respecto a Europa y Rusia (verde claro)

El óblast de Kaliningrado (en ruso: Калининградская область, tr.: Kaliningrádskaya óblast, en alemán: Gebiet Kaliningrad o Nordostpreussen, “Prusia del Noreste”), coloquialmente conocida como “la región del Ámbar”, es uno de los cuarenta y siete óblast que, junto con las veintidós repúblicas, nueve krais, cuatro distritos autónomos y tres ciudades federales, conforman los ochenta y nueve sujetos federales de Rusia. Su capital es la homónima Kaliningrado, antes conocida como Königsberg, ciudad natal del filósofo Immanuel Kant, que tiene una importancia significativa como la mayor ciudad de la antigua Prusia y como capital de la antigua provincia alemana de Prusia Oriental. Está ubicado en el distrito Noroeste sin conexión territorial con el resto del país (exclave), limitando al oeste con el mar Báltico, al norte y este con Lituania y al sur con Polonia.
El óblast tiene una superficie de 15 100 km² y contaba con una población estimada en 2004 de 968.200 habs. (955 281 habitantes en el censo ruso de 2002).

## Historia
En tiempos prehistóricos la zona estaba habitada por bálticos orientales en la parte oriental, mientras que los bálticos occidentales ocuparon la península de Sambia y alrededores. Con el tiempo los bálticos del oeste formaron la nación Prusia báltica (lo que posteriormente hizo que todo este territorio bajo dominio germánico se empezara a llamar Prusia), mientras que los bálticos del este se convirtieron en parte de Lituania.
Los Caballeros Teutónicos entraron en el territorio con el pretexto de cristianizar a los paganos prusianos de las tribus bálticas. Según las crónicas germanas, el paganismo báltico giraba en torno a un árbol sagrado en un lugar llamado Romuva.

### Caballeros de la Orden Teutónica
A diferencia de otras tribus bálticas, los prusianos fueron incapaces de unirse bajo un mismo estado o alianza, permitiendo así que su territorio fuese rápidamente dominado por los Caballeros de la Orden Teutónica, a pesar de la desesperada resistencia de algunos jefes locales. El levantamiento más importante se produjo entre 1260 y 1270 liderado por el caudillo militar Herkus Monte. La capital, Königsberg, se fundó sobre las ruinas de un asentamiento prusiano conocido como Tvanksta, lo que hoy es la ciudad de Kaliningrado. El nuevo estado monástico de los Caballeros Teutónicos estaba compuesto sobre todo por dichos prusianos nativos, aunque también se establecieron pioneros alemanes del Sacro Imperio Romano central, además de flamencos y holandeses. Los prusianos bálticos siguieron con una serie de revueltas, que finalmente fracasaron, resultando en la destrucción de su cultura original, siendo la nueva nación completamente germanizada.

Prusia Oriental perteneciente al
Reino de Prusia, que formaba parte del Imperio alemán de 1871.

El alemán se convirtió en la lengua dominante para asuntos gubernamentales, aunque el prusiano antiguo del báltico sobrevivió hasta los siglos XVI y XVII, como testimonian algunas biblias luteranas impresas para los no germanoparlantes. Durante el siglo XIII, la Orden Teutónica conquistó lo que hoy es la parte oriental del óblast de Kaliningrado, un territorio que previamente pertenecía al Gran Ducado de Lituania. La guerra entre la Orden y el Gran Ducado continuó durante varios siglos (con algunas interrupciones), y muchas batallas se desarrollaron en este lugar. Solamente en 1410 la Orden fue derrotada por tropas lituanas en la batalla de Grunwald.
El Segundo Tratado de Thorn (1466) dejó la parte occidental de Prusia bajo control polaco con el nombre de Prusia Real mientras que la Orden retuvo el control de la parte oriental bajo la soberanía de Polonia. En 1525, siguiendo otra guerra contra Polonia, el Gran Maestre Alberto de Brandeburgo-Ansbach secularizó la zona prusiana bajo el control de la cada vez más arcaica Orden Teutónica y se nombró a sí mismo soberano de la Prusia Ducal como vasallo de la corona polaca.

### Prusia Oriental
En 1824, poco antes de su fusión con Prusia Occidental , la población de Prusia Oriental era de 1 080 000 personas. Según Karl Andree, los alemanes eran un poco más de la mitad de la gente, mientras que 280 000 (~26%) eran étnicamente polacos y 200 000 (~19%) eran étnicamente lituanos. A finales del siglo XIX, Prusia Oriental tenía una minoría polaca significativa, y los círculos nacionalistas alemanes advirtieron de la posibilidad de polonización de Prusia Oriental.
Entre 1871 y 1945, la región estuvo sucesivamente bajo el control del Imperio alemán, la República de Weimar y la Alemania nazi.

### Óblast de Kaliningrado

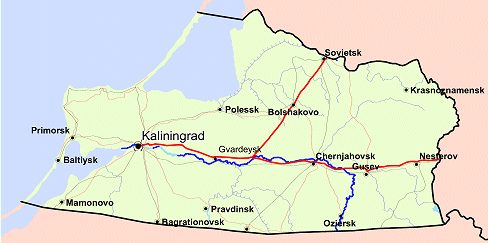
Mapa de la óblast de Kaliningrado

En 1945 tras la derrota de la Alemania Nazi por las fuerzas de la Unión Soviética y de los Aliados occidentales, la región quedó dentro del área de influencia soviética. La parte meridional de la antigua Prusia oriental alemana se transfirió a Polonia. En cambio, la parte norte, que incluía la capital, quedó bajo administración militar directa del gobierno central de la URSS. En un primer momento, la URSS planeó asignarla posteriormente a la República Socialista Soviética de Lituania, pero finalmente, debido a su simbología, pasó a formar parte de la República Socialista Federativa Soviética de Rusia como zona militar cerrada. La capital de la antigua Prusia Oriental, Königsberg, cambiaría su nombre en 1946, pasando a llamarse Kaliningrado en memoria de Mijaíl Kalinin. Después de la disolución de la Unión Soviética y la independencia de Lituania y Bielorrusia en 1991, este exclave se mantuvo como parte de la Federación de Rusia.
En julio de 2007, Serguéi Ivanov declaró que si Estados Unidos construía un escudo antimisiles en Europa del Este, en el exclave de Kaliningrado se desplegarían misiles nucleares.

## Demografía

### Grupos étnicos
De acuerdo con el censo de 2002, la composición nacional incluye:
| Grupos étnicos  | Población (en 2002) | Porcentaje | Población (en 2010) | Porcentaje |
| --------------- | ------------------- | ---------- | ------------------- | ---------- |
| Rusos           | 786 253             | 82,37      | 772 534             | 86,4       |
| Bielorrusos     | 50 748              | 5,31       | 32 497              | 3,6        |
| Ucranianos      | 47 229              | 4,94       | 32 771              | 3,7        |
| Lituanos        | 13 937              | 1,46       | 9769                | 1,1        |
| Armenios        | 8415                | 0,88       | 9226                | 1,0        |
| Alemanes        | 7819                | 0,87       | 7349                | 0,8        |
| Tártaros        | 4729                | 0,50       | 4534                | 0,5        |
| Polacos         | 3918                | 0,41       | 2788                | 0,3        |
| Azeríes         | 2959                | 0,30       | 3282                | 0,4        |
| Mordvinos       | 2320                | 0,24       |                     |            |
| Chuvasios       | 2027                | 0,21       |                     |            |
| Judíos          | 1599                | 0,17       |                     |            |
| Rumanos         | 1447                | 0,15       |                     |            |
| Gitanos         | 1229                | 0,13       |                     |            |
| Moldavos        | 1116                | 0,12       |                     |            |
| Chechenos       | 738                 | 0,08       |                     |            |
| Letones         | 709                 | 0,07       |                     |            |
| Georgianos      | 681                 | 0,07       |                     |            |
| Kazajos         | 631                 | 0,07       |                     |            |
| Uzbekos         | 631                 | 0,07       | 2.245               | 0,3        |
| Baskires        | 562                 | 0,06       |                     |            |
| Yazidíes        | 504                 | 0,05       |                     |            |
| Maríes          | 448                 | 0,05       |                     |            |
| Osetios         | 433                 | 0,05       |                     |            |
| Udmurtios       | 382                 | 0,04       |                     |            |
| Lezguinos       | 359                 | 0,04       |                     |            |
| Búlgaros        | 346                 | 0,04       |                     |            |
| Tayikos         | 309                 | 0,03       |                     |            |
| Palestinos      | 308                 | 0,03       |                     |            |
| Estadounidenses | 305                 | 0,02       |                     |            |

así como otros grupos de menos de 300 personas cada uno. Un 0,93 % adicional de los residentes se negó a declarar su nacionalidad o identidad etnocultural en el cuestionario del censo.

## Economía
El crecimiento del PIB de esta región rusa ha sido del 10 % de media en los últimos tres años, lo que la convierte en la región con el mayor crecimiento de Rusia, si bien su Índice de Desarrollo Humano sigue todavía por debajo de la media del país.